# 해원초등학교
해원초등학교는 대한민국 부산광역시 해운대구에 위치한 공립 초등학교이다.

## 학교 연혁
- 2012년 3월 1일 : 해원초등학교 개교
- 2012년 3월 1일 : 초대 박영희 교장 부임
- 2013년 2월 15일 : 제1회 졸업식(졸업생 80명)
- 2020년 2월 21일 : 제8회 졸업식(졸업생 152명)
- 2020년 3월 2일 : 제3대 신계숙 교장 부임
- 2020년 3월 2일 : 신입생 156명 입학, 35학급

## 참고 자료
해원초등학교 - 한국교육학술정보원 학교알리미